# Anžujščina
Anžujščina (angevin) je eden izmed romanskih oilskih jezikov iz skupine galoromanskih jezikov, ki ga govorijo v Franciji v pokrajini Anjou (grofija). Anžujski jezik je v zadnjem stoletju v spajanju s francoščino močno nazadoval, tako da je danes vprašanje, ali govorimo o narečju francoščine ali gre še vedno za svoj jezik. Danes anžujsko govori morda še okoli 10 % prebivalcev regije oziroma 200 000 ljudi, se pa v sodobnem času vlagajo napori za njegovo ohranitev. Jezik govorijo tudi na zahodu pokrajine Touraine in v pokrajini Maine (provinca).
Anžujščina je v tesnem sorodu z drugimi oilskimi narečji v zahodni Franciji, Sarthois, Mayennois, galeščino  in normanščino (južno od ligne Joret).
1. ↑  Encyclopédie Bonneteau: Anjou, Maine-et-Loire, April 2010, 320 p.